# Municipio de Logan (condado de Calhoun)
El municipio de Logan (en inglés: Logan Township) es un municipio ubicado en el condado de Calhoun en el estado estadounidense de Iowa. En el año 2010 tenía una población de 115 habitantes y una densidad poblacional de 1,23 personas por km².

## Geografía
El municipio de Logan se encuentra ubicado en las coordenadas 42°20′25″N 94°34′9″O / 42.34028, -94.56917. Según la Oficina del Censo de los Estados Unidos, el municipio tiene una superficie total de 93.44 km², de la cual 93,43 km² corresponden a tierra firme y (0,01 %) 0,01 km² es agua.

## Demografía
Según el censo de 2010, había 115 personas residiendo en el municipio de Logan. La densidad de población era de 1,23 hab./km². De los 115 habitantes, el municipio de Logan estaba compuesto por el 99,13 % blancos y el 0,87 % eran de una mezcla de razas. Del total de la población el 0 % eran hispanos o latinos de cualquier raza.